# Gustav Jaenecke
Gustav »Justav« Jaenecke, nemški hokejist in tenisač, * 22. maj 1908, Berlin, Nemčija, † 30. maj 1985, Bonn, Nemčija.
Jaenecke je v nemški ligi igral za kluba Berliner SC in SC Riessersee, s katerima je osvojil štirinajst naslovov nemškega prvaka, za nemško reprezentanco pa je nastopil na treh olimpijskih igrah, na katerih je osvojil eno srebrno medaljo, sedmih svetovnih prvenstvih (brez olimpijskih iger), na katerih je osvojil po eno srebrno in bronasto medaljo, in Evropskem prvenstvu 1927, kjer je bil bronast.